# Suzuki Suzulight
Suzuki Suzulight är en mikrobil som tillverkades av den japanska biltillverkaren Suzuki mellan 1955 och 1968. 

## Suzulight SF
Motorcykeltillverkaren Suzukis första personbil var en oblyg kopia av tyska Lloyd LP, inte bara till utseendet. Likt förebilden hade SF-modellen en centralrörsram och en tvärställd tvåtaktsmotor som drev framhjulen. Cylindervolymen var anpassad för att möta det japanska keijidōsha-reglementet för småbilar. Suzuki byggde inte fler än ett fyrtiotal personbilar utan huvuddelen av produktionen bestod av små lastbilsversioner av Suzulight.

## Suzulight TL
1959 kom efterträdaren Suzulight TL med ny kaross och starkare motor. Bilen hade en kombilucka baktill och fällbart baksäte. Den såldes både som personbil och lätt lastbil.

## Motor
| Modell | Motor                  | Cylindervolym | Effekt | Bränslesystem   |
| ------ | ---------------------- | ------------- | ------ | --------------- |
| SF     | 2-cyl radmotor tvåtakt | 359 cm³       | 13 hk  | Enkel förgasare |
| TL     | 2-cyl radmotor tvåtakt | 360 cm³       | 18 hk  | Enkel förgasare |